# Baron Astor of Hever

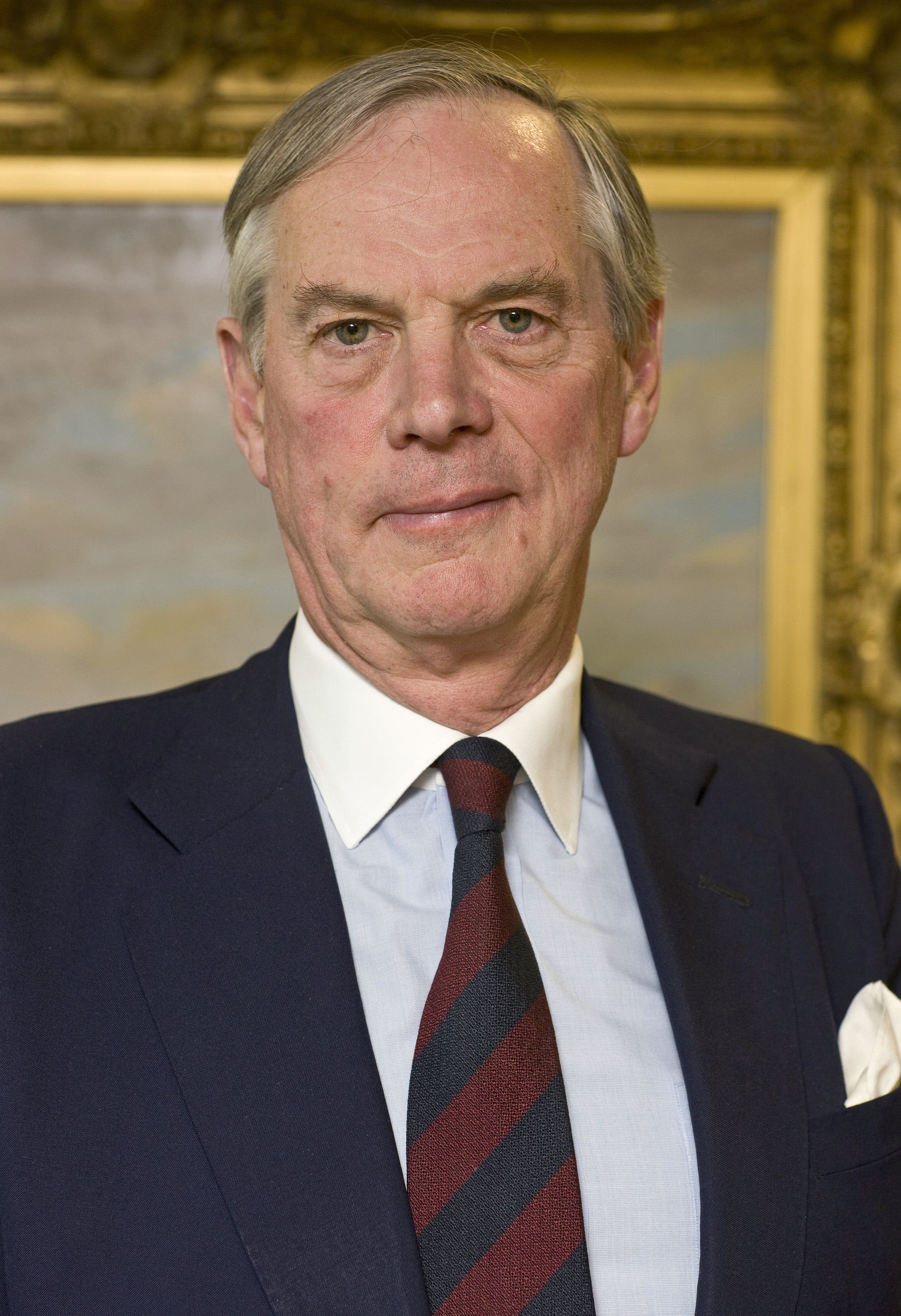
John Jacob Astor, 3. baron Astor of Hever

Baronowie Astor of Hever 1. kreacji (parostwo Zjednoczonego Królestwa)
- 1956–1971: John Jacob Astor, 1. baron Astor of Hever
- 1971–1984: Gavin Astor, 2. baron Astor of Hever
- 1984: John Jacob Astor, 3. baron Astor of Hever

Następca 3. barona Astor of Hever: Charles Gavin John Astor